# Antiochia ad Sarum

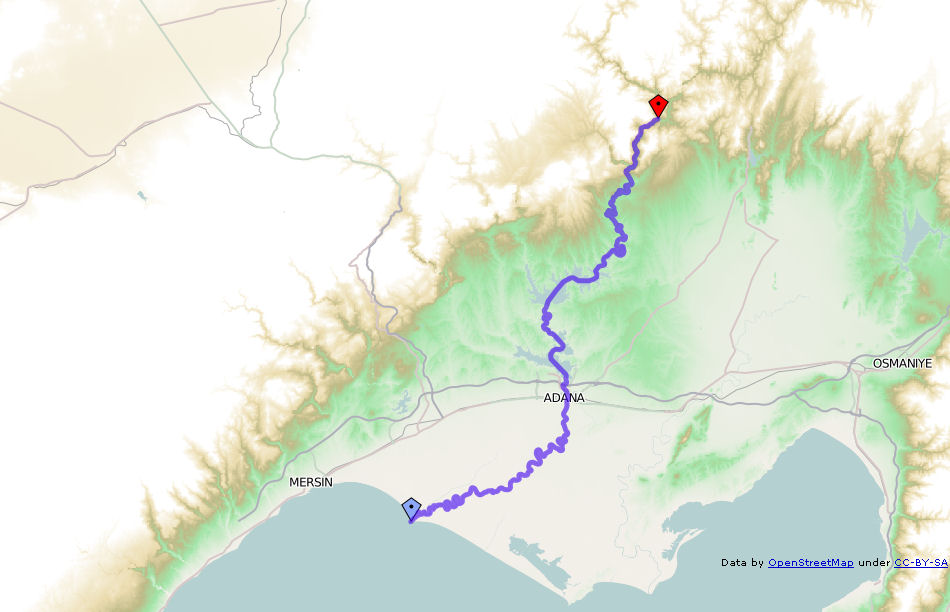
Rivier Seyan en de stad Adana

Antiochia ad Sarum of Antiochia in Cilicia was de tijdelijke naam gegeven aan de stad Adana, thans een stad in Turkije.
Deze naam was in zwang van de jaren 300 v.Chr. tot 30 v.Chr. Dit was de periode van bestuur door de koningen van het Seleucidische Rijk. Zij wilden met de naam Antiochia eer bewijzen aan hun voorvader Antiochus, vader van koning Seleucus I Nicator. 
De naam Sarus was de naam van de rivier Seyan in de Klassieke Oudheid. De naam Cilicia komt van de kuststreek Cilicië aan de Middellandse Zee.